# Федеральная национально-культурная автономия татар
Федеральная национально-культурная автономия татар (ФНКАТ) — форма национально-культурного самоопределения российских татар за пределами Республики Татарстан с целью сохранения самобытности татарского народа, развития языка и национальной культуры. Создана 20 мая 1998 г., зарегистрирована Министерством юстиции Российской Федерации 25 сентября 1998 г.

## История
Развитие национально-культурной автономии как формы национально-культурного самоопределения татар началось после Февральской революции 1917 года, когда в общественно-политической жизни были сняты многие ограничения и начался мощный подъём политической активности народов Российской империи.
В конце июля 1917 г. в Казани прошел второй Всероссийский мусульманский съезд, на котором был принят проект документа под названием «Основы национально-культурной автономии мусульман внутренней России». В этом документе появились такие понятия как «тюрко-татары» и «язык тюрки». Работа по немедленному осуществлению автономии была возложена на специальную комиссию во главе с общественно-политическим деятелем Садри Максуди.
22 ноября 1917 г. в Уфе открылось Национальное собрание (Милли Меджлис) тюрко-татар. На обсуждение были вынесены вопросы о разработке законов национально-культурной автономии и выборе Милли Идара (Национального управления), об отношении к советскому режиму, отделении религии от государства и образовании территориальной автономии Идель-Урал. 16 января 1918 года комиссией Национального собрания был подготовлен и опубликован текст Конституции под заголовком «Основные положения о культурной автономии мусульман тюрко-татар внутренней России и Сибири».
Ввиду того, что ещё до прихода советской власти татары прошли определённый путь к созданию экстерриториальной политической нации, большевикам, несомненно, пришлось учесть данное обстоятельство при создании Татарской АССР (1920). Однако уже в 1920-х гг. последовал отказ от утверждения проекта конституции республики с двумя государственными языками и был осуществлен ускоренный перевод татарского языка на латиницу, направленный на урезание этнокультурных границ татарского народа. Попытки местных «национальных» коммунистов оказать сопротивление этому курсу закончились крахом.

## Современный этап
В 1990-х гг. начался новый этап в истории национально-культурных автономий народов России. 22 мая 1996 г. Государственной Думой Российской Федерации был принят Федеральный закон «О национально-культурной автономии». 18 декабря 1996 г. Правительством РФ было принято Постановление об образовании на представительной основе Консультативного Совета по делам национально-культурных автономий (НКА) при Правительстве РФ. На основе данного федерального закона граждане Российской Федерации, являющиеся представителями различных национальностей, начали формировать местные и региональные национально-культурные автономии в местах своего компактного проживания.
20 мая 1998 года состоялся учредительный съезд ФНКАТ с участием четырёх региональных национально-культурных автономий татар (Санкт-Петербурга, Свердловской, Саратовской и Ульяновской областей). На съезде был утвержден Устав и сформирован Совет ФНКАТ. Первым Председателем Совета был избран академик И. Р. Тагиров.
4 июня 1999 года между Кабинетом Министров Республики Татарстан и Советом Федеральной национально-культурной автономии татар было подписано Соглашение о принципах взаимодействия в работе с регионами компактного проживания татар в области экономики, науки и культуры. Новое аналогичное Соглашение было заключено в августе 2007 г.
Важным направлением деятельности Совета ФНКАТ стало проведение выездных заседаний в различных субъектах Российской Федерации, на которых рассматривались задачи национально-культурного развития татарского населения регионов, а также изучался опыт взаимодействия государственных органов власти с татарской общественностью.

## Структура и руководство
На сегодняшний день ФНКАТ объединяет 30 региональных национально-культурных автономий. При этом с каждым годом ряды ФНКАТ расширяются. В частности, за последние годы членами ФНКАТ стали Региональные НКА Калужской и Самарской областей. Руководящий орган ФНКАТ является Совет, действующий состав которого был избран на VI отчетно-выборной конференции, состоявшейся 19 марта 2011 года. В настоящее время председателем Совета является депутат Государственная дума РФ 6-го созыва, член Совета по межнациональным отношениям при Президенте Российской Федерации И. И. Гильмутдинов.